# Wiehl
Wiehl ist eine Stadt im Oberbergischen Kreis im Regierungsbezirk Köln in Nordrhein-Westfalen (Deutschland).

## Geografie

### Ortslage

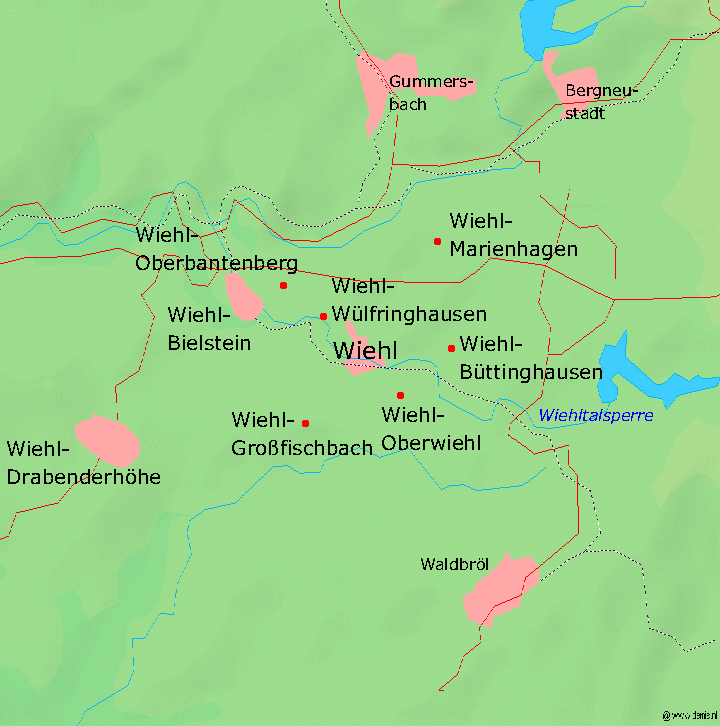
Karte mit wichtigen Ortsteilen

Wiehl liegt in Luftlinie etwa 41 km östlich von Köln. An die Stadt grenzen die Nachbargemeinden (im Uhrzeigersinn von Norden beginnend) Gummersbach, Reichshof, Nümbrecht, Much, und Engelskirchen. Zwischen der Autobahn A4 und Wiehl liegt das mit etwa 81 ha größte Gewerbegebiet Wiehls: Wiehl-Bomig. Der gleichnamige Fluss Wiehl fließt in Ost-West-Richtung durch die Stadt.
|               | Gummersbach                                 | Bergneustadt |
| Engelskirchen | Kompassrose, die auf Nachbargemeinden zeigt | Reichshof    |
| Much          | Nümbrecht                                   | Waldbröl     |

### Stadtgliederung
| A | Alferzhagen – Alpe – Alperbrück – Angfurten                                                         |
| B | Bieberstein – Bielstein – Börnhausen – Bomig – Brächen – Breidenbruch – Büddelhagen – Büttinghausen |
| D | Dahl – Drabenderhöhe – Dreisbach – Drosselhardt                                                     |
| F | Fahlenbruch – Faulmert – Forst                                                                      |
| G | Gassenhagen – Großfischbach                                                                         |
| H | Hahn – Hau – Hengstenberg – Hillerscheid – Hübender – Hückhausen                                    |
| I | Immen                                                                                               |
| J | Jennecken                                                                                           |
| K | Kleinfischbach – Kurtensiefen                                                                       |
| L | Linden                                                                                              |
| M | Marienhagen – Merkausen – Monsau – Morkepütz – Mühlen an der Bech – Mühlhausen                      |
| N | Neuklef – Niederbellinghausen – Niederhof                                                           |
| O | Oberbantenberg – Oberholzen – Oberwiehl                                                             |
| P | Pergenroth – Pfaffenberg                                                                            |
| R | Remperg                                                                                             |
| S | Steinacker                                                                                          |
| V | Verr                                                                                                |
| W | Wald – Weiershagen – Wiehlsiefen                                                                    |

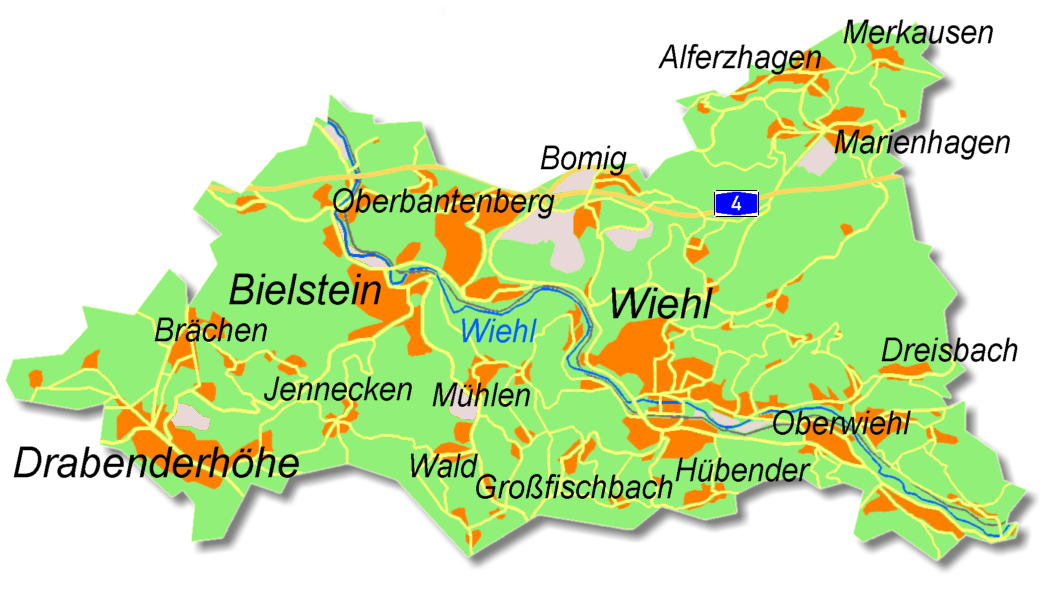
Wiehl mit Ortschaften

Daneben existierten über 30 alte Ortsbezeichnungen, die zu verschiedenen Zeiten und aus unterschiedlichen Anlässen aufgegeben wurden und heute in Straßennamen erhalten und wiederzuerkennen sind:
- Alpermühle, Koppelweide, Pergenroth, Seifen (gehören heute zu Marienhagen)
- Breidenbruch (zu Bomig)
- Altklef, Bruch, Dahl, Dörnen, Nürsche, Ohl, Puhl, Zaun, Zirre, Wülfringhausen (zu Wiehl)
- Atzenhagen (zu Hübender)
- Heckelsiefen, Mühlenau, Perke, Scheidt, Siefen, Soelsiefen (zu Oberwiehl)
- Neuenhaus (zu Alpe)
- Damte, Dreibholz, Helmerhausen, Kehlinghausen, Mühle, Repschenroth, Unterbantenberg (zu Bielstein)
- Hähnermühle (zu Hahn)
- Reuschenbach, Kleebornen, Steeg, Hütte, Weiden (zu Weiershagen)
- Scheidt (zu Drabenderhöhe).

Die Preisgabe historischer, zumeist in der Mercator-Karte von 1575 verzeichneter Siedlungsnamen begann schon 1901/02 mit der Umbenennung der früheren Gemeinde Drabenderhöhe in Bielstein (Rheinl.), das zuvor im Kern Repschenroth hieß. 1912 folgte Weiershagen als Sammelname für etliche Streusiedlungen. Durch rege Bautätigkeit und raschen Bevölkerungszuwachs nahmen in der Entwicklungsphase nach dem Zweiten Weltkrieg weitere siedlungsstrukturelle Verschmelzungen Gestalt an, vor allem um den Hauptort Wiehl. Der Wegfall vieler Ortsnamen verbunden mit der flächendeckenden Einführung von Straßenbezeichnungen ging einher mit der kommunalen Gebietsreform 1969 (Vereinigung der Gemeinden Wiehl und Bielstein) sowie der für die Stadtwerdung (1971) dokumentierten Urbanisierung. Anlass waren nicht zuletzt aber auch postalische Bedürfnisse im Gefolge der Einführung von Postleitzahlen.

## Geschichte

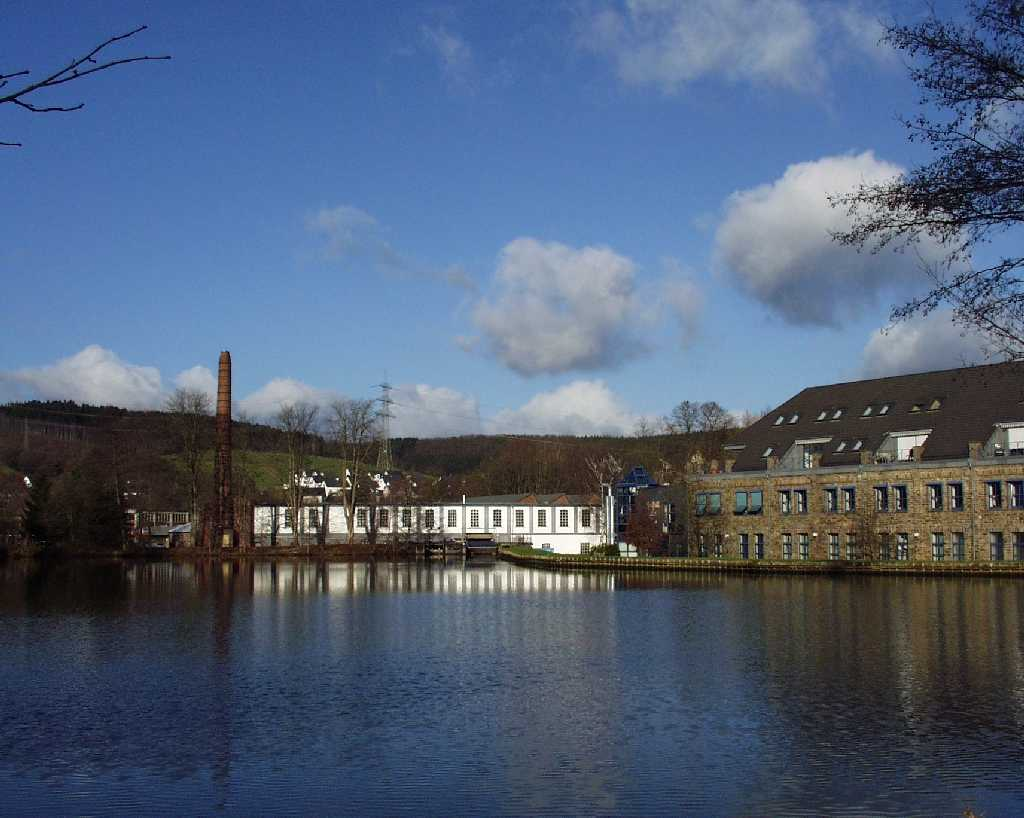
Ehemalige Fabriken und heutiges Gewerbegebiet am Hans-Teich in Oberwiehl, 2004

1131 wurde Wiehl unter dem Namen Wila erstmals urkundlich erwähnt. Auf der Mercator-Karte von 1575 ist es als Wiell verzeichnet. Durch den Siegburger Vergleich von 1604 wurde Wiehl endgültig der Reichsherrschaft Homburg zugeschlagen und damit dem Haus Sayn-Wittgenstein unterstellt. 1815 ordnete der Wiener Kongress das Homburger Ländchen, das praktisch nur aus den Gemeinden Wiehl und Nümbrecht bestand, Preußen zu. Wiehl war um diese Zeit noch ein landwirtschaftlich geprägter Ort dörflichen Charakters, dessen Bevölkerungsüberschuss sich durch Wanderarbeit ernähren musste. Erst die Nutzung der Wasserkraft der Wiehl durch den Ohler Hammer seit 1860 sowie Stromerzeugung seit 1895, der Anschluss ans Eisenbahnnetz 1897 und die Gründung der Bergischen Patentachsenfabrik Wiehl (BPW) im Jahr 1898 schufen die Voraussetzung für verstärktes Bevölkerungswachstum. Der Nationalsozialismus hinterließ Wiehl ein neues Rathaus (heute das alte). Nach dem Zweiten Weltkrieg integrierte Wiehl den Zustrom von Ausgebombten und von Vertriebenen. Durch die Gebietsreform wurde die Gemeinde am 1. Juli 1969 mit Bielstein (einschließlich Drabenderhöhe) und Gebietsteilen von Denklingen (Reichshof) vereinigt. Bielstein und Wiehl verloren jedoch auch Gebiete vor allem mit einwohnerstarken Orten im Aggertal an Gummersbach. Ründeroth wurde um Gebietsteile Bielsteins, Reichshof um Gebiete der Altgemeinde Wiehl vergrößert. Die neue Gemeinde erhielt im Jahr 1971 das Stadtrecht, also 840 Jahre nach seiner Erstnennung. Seither erfreut es sich, auch dank des Zuzugs von Aussiedlern und einer geschickten Industriepolitik, soliden und stetigen Wachstums.

### Einwohnerentwicklung

#### Vor der Gebietsreform am 1. Juli 1969
Im Ersten Weltkrieg 1914–1918 fielen 157 Wiehler und 169 Bielsteiner Bürger.

Einwohnerentwicklung von Wiehl von 1830 bis 2017 nach nebenstehenden Tabellen. Zu dem starken Abfall der Einwohnerzahlen nach der Gebietsreform 1969 siehe Text

|      | Wiehl (alt) | Bielstein (alt) |       |
| Jahr | Einwohner   | Einwohner       | Summe |
| ---- | ----------- | --------------- | ----- |
| 1830 | 2.325       | 2.324           | 4.649 |
| 1860 | 2.833       | 2.671           | 5.504 |
| 1871 | 2.548       |                 |       |
| 1890 | 2.985       | 3.407           | 6.392 |
| 1900 | 4.278       |                 |       |
| 1910 | 4.879       | 5.012           | 9.891 |

|      | Wiehl (alt) | Bielstein (alt) |        |
| Jahr | Einwohner   | Einwohner       | Summe  |
| ---- | ----------- | --------------- | ------ |
| 1920 | 5.249       | 5.148           | 10.397 |
| 1925 | 5.520       | 5.254           | 10.774 |
| 1937 | 6.206       |                 |        |
| 1939 | 6.618       |                 |        |
| 1946 | 8.871       |                 |        |
| 1950 | 9.562       | 8.794           | 18.356 |

|      | Wiehl (alt) | Bielstein (alt) |        |
| Jahr | Einwohner   | Einwohner       | Summe  |
| ---- | ----------- | --------------- | ------ |
| 1955 | 9.762       | 8.692           | 18.454 |
| 1960 | 10.107      | 9.099           | 19.206 |
| 1965 | 11.389      | 9.998           | 21.387 |
| 1967 | 11.212      | 10.560          | 21.772 |
| 1969 | 11.618      | 10.905          | 22.523 |

#### Nach der Gebietsreform am 1. Juli 1969
Mit der am 1. Juli 1969 in Kraft getretenen kommunalen Gebietsreform endete der Gebietsstand der selbständigen Gemeinden Wiehl und Bielstein. Für die neue Gemeinde Wiehl erklärt sich rein rechnerisch ein beträchtlicher Rückgang gegenüber den vorher zusammengezählten Gemeindebewohnern der Altgemeinden Bielstein und Wiehl. Vereinzelt auffällige Rückgänge beruhen auch auf statistischen Bereinigungen der Einwohner-Meldekarteien (Löschung von Zweitwohnsitzen usw.).
| Jahr | Einwohner |
| ---- | --------- |
| 1969 | 16.859    |
| 1970 | 17.556    |
| 1971 | 17.901    |
| 1972 | 18.290    |
| 1973 | 18.922    |
| 1974 | 19.520    |
| 1975 | 19.937    |
| 1976 | 20.168    |
| 1977 | 20.670    |
| 1978 | 21.027    |

| Jahr | Einwohner |
| ---- | --------- |
| 1979 | 21.717    |
| 1980 | 22.260    |
| 1981 | 22.522    |
| 1982 | 22.519    |
| 1983 | 22.676    |
| 1984 | 22.812    |
| 1985 | 22.795    |
| 1986 | 22.896    |
| 1987 | 22.772    |
| 1988 | 22.985    |

| Jahr | Einwohner |
| ---- | --------- |
| 1989 | 23.417    |
| 1990 | 23.123    |
| 1991 | 23.671    |
| 1992 | 24.042    |
| 1993 | 24.323    |
| 1994 | 24.621    |
| 1995 | 25.367    |
| 1996 | 25.577    |
| 1997 | 25.862    |
| 1998 | 26.029    |

| Jahr | Einwohner |
| ---- | --------- |
| 1999 | 26.365    |
| 2000 | 26.448    |
| 2001 | 26.455    |
| 2002 | 26.551    |
| 2003 | 26.586    |
| 2004 | 26.604    |
| 2005 | 27.347    |
| 2006 | 27.295    |
| 2007 | 26.947    |
| 2008 | 26.806    |

| Jahr | Einwohner |
| ---- | --------- |
| 2009 | 26.536    |
| 2010 | 26.479    |
| 2011 | 26.491    |
| 2012 | 26.444    |
| 2013 | 26.251    |
| 2016 | 25.177    |
| 2017 | 25.152    |
| 2020 | 26.290    |
| 2022 | 25.314    |

## Politik

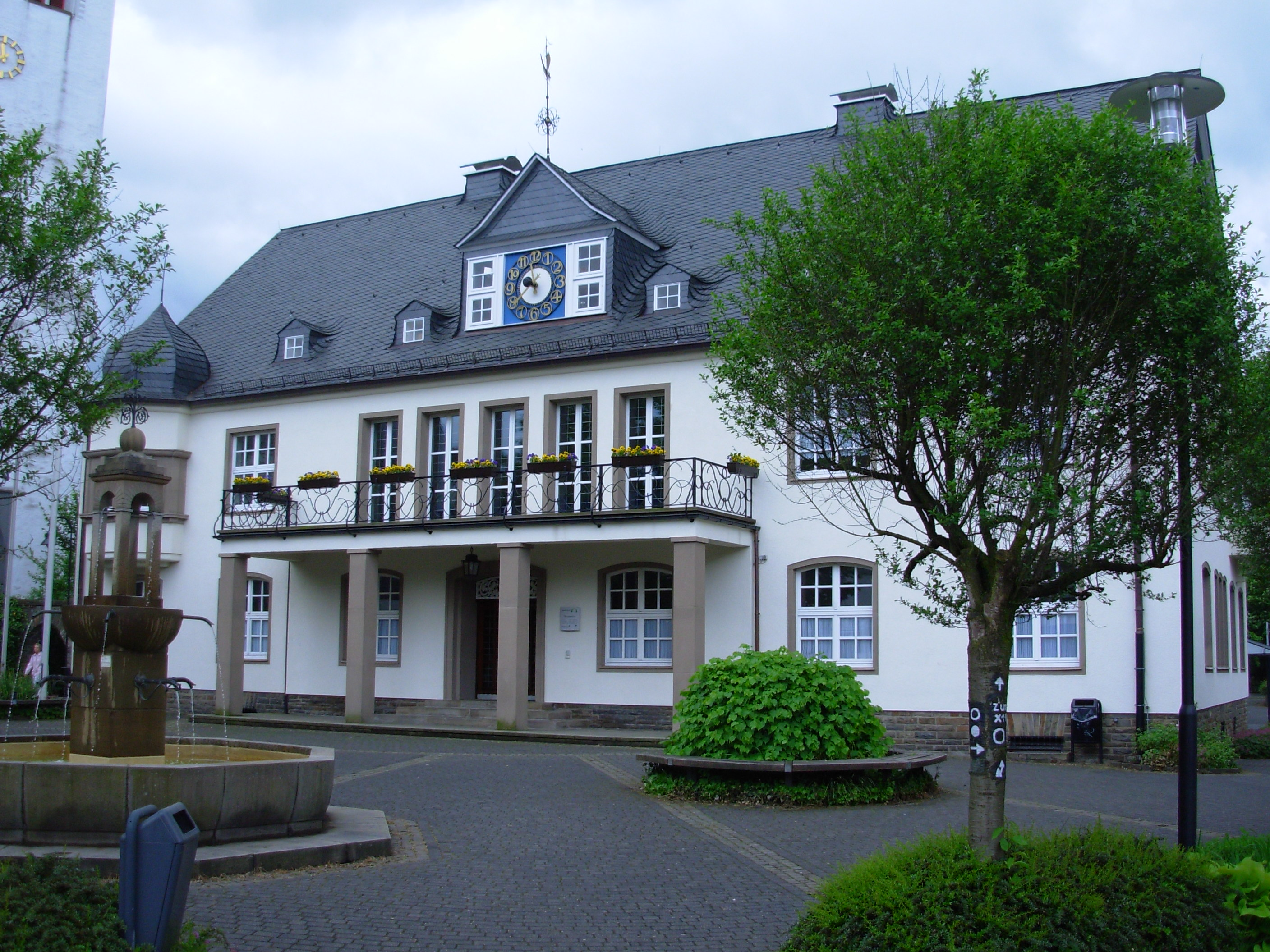
Das Rathaus Wiehl von 1939

### Stadtrat
Der Stadtrat der Stadt Wiehl hat seit der Kommunalwahl vom 25. Mai 2020 44 Sitze, da 8 Sitze hinzugefügt wurden. Die Sitze verteilen sich seitdem auf die einzelnen Fraktionen wie folgt:
| Partei  | CDU | SPD | FDP | GRÜNE | UWG | LINKE | AFD | Gesamt |
| Sitze   | 15  | 10  | 3   | 8     | 3   | 2     | 3   | 44     |
| G / V * | +2  | −3  | +1  | +5    | ± 0 | ± 0   | +3  | +8     |

* Gewinne oder Verluste im Vergleich zur vergangenen Wahl 2014

## Bürgermeister
Bürgermeister ist seit 2015 Ulrich Stücker (parteilos). Er wurde 2015 mit 86,94 % der Stimmen gewählt und 2020 mit 81,20 % im Amt bestätigt.

### Wappen
Als Grundlage des heutigen Wiehler Wappens diente das Wappen der Herrschaft Homburg der Fürsten von Sayn-Wittgenstein. Die offizielle Beschreibung lautet: „In Rot eine silberne (weiße) Torburg mit einem hohen dreifenstrigen Zinnenturm auf der rechten und einem niedrigen zweifenstrigen Zinnenturm mit blauer Kuppel auf der linken Seite.“ Das spitzgieblige Torhaus trägt ein Fenster über roter, mit goldenem (gelbem) Fallgitter ausgefüllter Türöffnung. Es besteht aus einer zweitürmigen Burg mit offenem Tor und Fallgitter. Über dem niedrigen Turm schwebt ein silbernes (weißes) Johanniterkreuz. Dieses Kreuz soll daran erinnern, dass die in Marienhagen (Wiehl) bestehende Johanniterkommende das Patronat über die damals noch nicht selbständige Kapelle in Drabenderhöhe und die dazugehörigen Gebäude besaß. Die Wappenanordnung wurde am 1. Juli 1969 beim Zusammenschluss der Gemeinden Wiehl und Bielstein aus dem Bielsteiner Wappen übernommen, durch das Kreuz ergänzt und am 17. April 1972 genehmigt.

### Städtepartnerschaften
Jokne’am, Israel (Partnerschaftsvertrag 1991)
Im Jahr 1972 entsteht aus ersten Kontakten zwischen dem Jokne’amer Gewerkschafter Moshe Amos und dem damaligen Stadtdirektor Dr. Dieter Fuchs schnell eine lockere Freundschaft. Der Besuch einer Reisegruppe aus Wiehl im Oktober 1973 musste wegen der Wirren und Gefahren des plötzlich ausgebrochenen Jom-Kippur-Kriegs vorzeitig beendet werden. 1974 erfolgte der Gegenbesuch einer Fußballmannschaft aus Yokneam in Wiehl. Weitere Besuche auf privater Ebene sowie offizieller Reisegruppen folgten. 1980 wurde der Freundeskreis Wiehl-Yokneam unter dem Vorsitzenden G. Hermann gegründet, im Jahr 1981 erfolgte der Abschluss einer Freundschaftsvereinbarung und im Jahr 1991 des Partnerschaftsvertrages.
Hem, Frankreich (Partnerschaftsvertrag 1993)
Erste Besuchskontakte zwischen offiziellen Vertretern aus Wiehl und der Stadt Hem im französischen Teil Flanderns, unweit Lille/Roubaix erfolgten im Jahr 1991. Ein Jahr später besuchte eine Abordnung Wiehler Schulen und Vereine Hem. 1992 wurde ein gemeinsames Partnerschaftskomitee mit der Aufgabe gegründet, Begegnungen zwischen Jung und Alt aller Bevölkerungsgruppen zu fördern. Vor allem wurden Austauschmaßnahmen zwischen den Schulen und Berufspraktikanten unterstützt. Gegenseitige Besuche von Jugendgruppen, Vereinen, Einzelpersonen und Familien festigten die Kontakte. In den Jahren 1993 und 1994 fanden in Wiehl und Hem offizielle Feiern zur Unterzeichnung der Partnerschaftsurkunde statt. In Wiehl gründete sich 1995 der „Deutsch-Französische Partnerschaftsverein Wiehl/Hem“, der gemeinsam mit dem „Comitė de Jumelage“ Hem Ville d´Europe die partnerschaftlichen Aktivitäten mit dem Ziel der Völkerverständigung koordiniert und fördert.
Crimmitschau, Sachsen
Schon bald nach dem Fall der Berliner Mauer am 9. November 1989 und der Öffnung der innerdeutschen Grenze empfing Wiehl in den ersten Februartagen des Jahres 1990 den Besuch einer dreiköpfigen Delegation aus der sächsischen 24.000-Einwohner-Stadt Crimmitschau an der Pleiße. „Wir wollen Wegbereiter sein und eine Brücke schlagen“ – darin waren sich die Gesprächspartner im Wiehler Rathaus einig. Erste Kontakte hatte der damalige Stadtverordnete Reinhold Ley nach verwandtschaftlichen Besuchen angebahnt. Schon wenige Tage später brach eine Wiehler Delegation mit Spitzenvertretern aus Rat und Verwaltung zum Gegenbesuch in die DDR auf, um dort den Boden für die angestrebte Städtepartnerschaft vorzubereiten. Arbeitsgruppen zu den Themen „Industrie und Handwerk“ sowie „kommunale Selbstverwaltung“ wurden eingerichtet. Reger Gedanken- und Erfahrungsaustausch bei zahlreichen menschlichen Begegnungen schlossen sich an, dauerhafte Freundschaften wurden geschlossen. Die sächsische Kleinstadt erlebte einen regelrechten Besucherandrang aus dem Homburger Land. Rund 250 Wiehler wollten dabei sein, als am 24. März 1990 die Partnerschaftsvereinbarung in Crimmitschau feierlich unterzeichnet wurde. Die Grundlage für eine fruchtbare Zusammenarbeit war gelegt, nicht nur auf kommunaler Ebene, sondern auch für Handel, Handwerk, Industrie, Gastronomie und nicht zuletzt für Kontakte der Vereine in den Bereichen Sport und Kultur.
Bistritz (Bistrița), Rumänien
Seit 2014 gibt es einen regen Austausch zwischen den Städten Wiehl und Bistritz. Nachdem im August 2015 in Bistritz/Rumänien der erste Schritt zur Kooperation der „Städtepartnerschaft Wiehl – Bistritz“ mit der Unterzeichnung des Abkommens erfolgt war, erfolgte die Unterzeichnung in Wiehl am 9. September 2016. Dabei soll unter anderem ein besseres Kennenlernen von Kulturen und Traditionen, aber auch Zusammenarbeit und wirtschaftliche Kontakte zwischen Unternehmen beider Städte gefördert werden. Die Städtepartnerschaft kam aufgrund der Herkunft vieler Siebenbürger Sachsen aus der nordsiebenbürgischen Stadt Bistritz zustande.

## Kultur und Sehenswürdigkeiten

### Natur
Die Wiehler Tropfsteinhöhle ist eine begehbare Schauhöhle. Sie hat jährlich um die 20.000 Besucher.

### Bauwerke

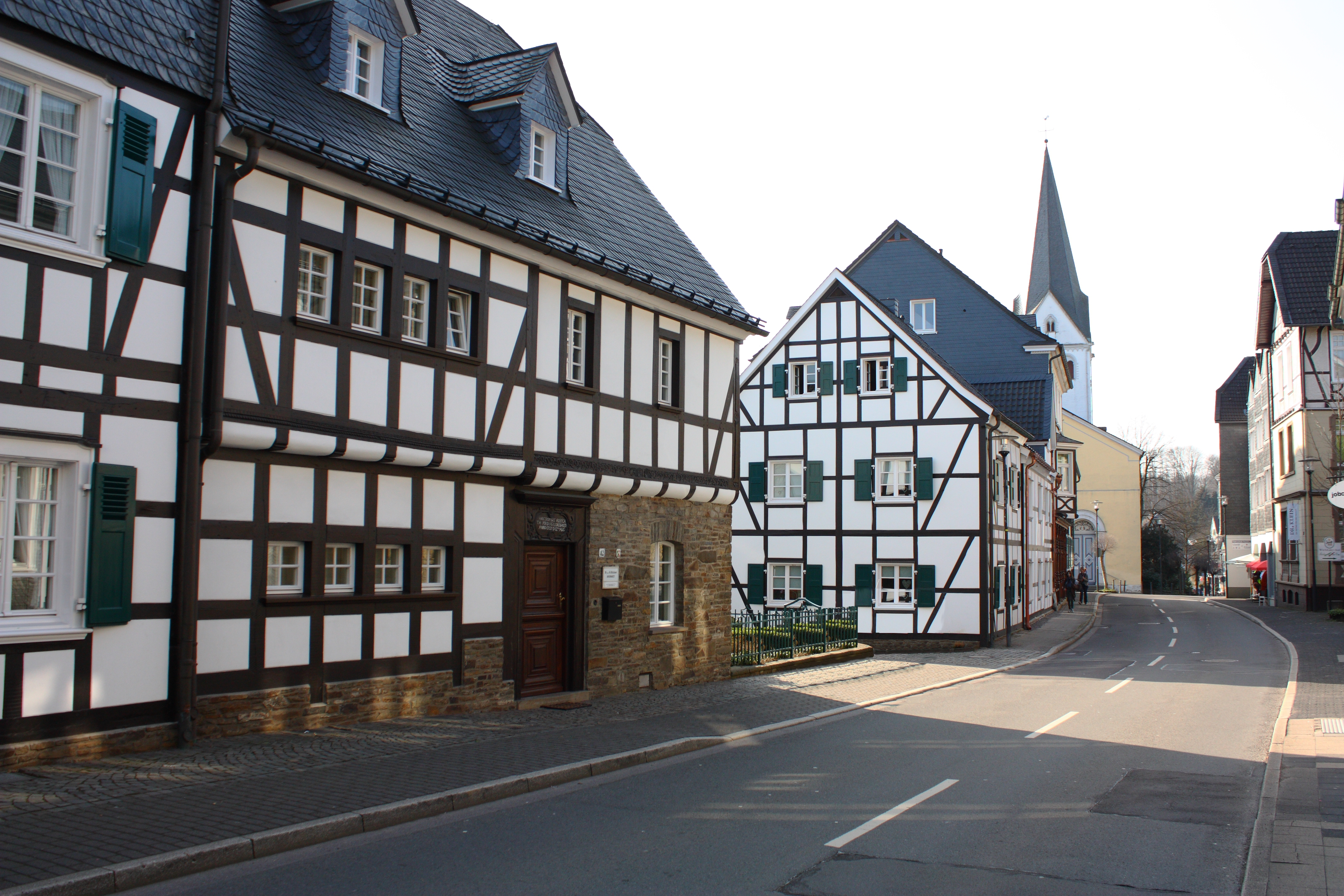
Ev. Kirche und restaurierte Fachwerkhäuser des Stadtkerns

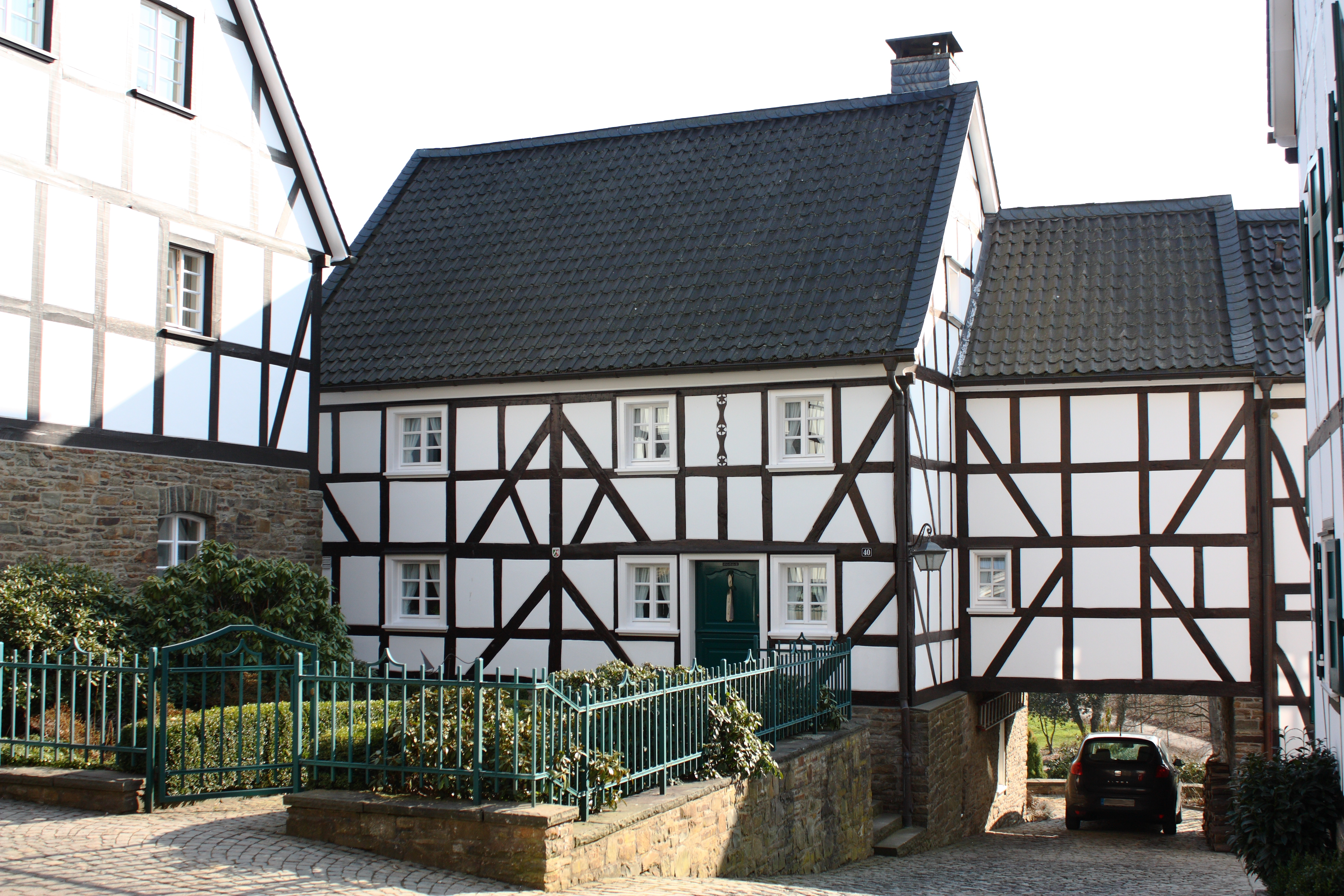
Restaurierte Fachwerkhäuser des Stadtkerns

Die evangelische Kirche im Herzen Wiehls ist die größte der Wiehler Kirchen, ein Vorgängerbau wurde schon um 700 errichtet. Im Oberdorf steht ein unter Denkmalschutz stehendes und restauriertes Fachwerk-Ensemble mit Häusern von 1755. Über den kleinen Fluss Wiehl führt am Rande des alten Ortskerns die aus Bruchsteinen errichtete „Mühlenbrücke“, welche 1650 erbaut und 1980 renoviert wurde. Der Bismarckturm ist ein Aussichtsturm, der zur Kaiserzeit 1909 erbaut wurde. Er ist 16,8 Meter hoch, hat einen regelmäßigen sechseckigen Grundriss und wurde aus Grauwacke erbaut. Das Rathaus von 1939 verkörpert die damalige Auffassung von Heimatschutzarchitektur.

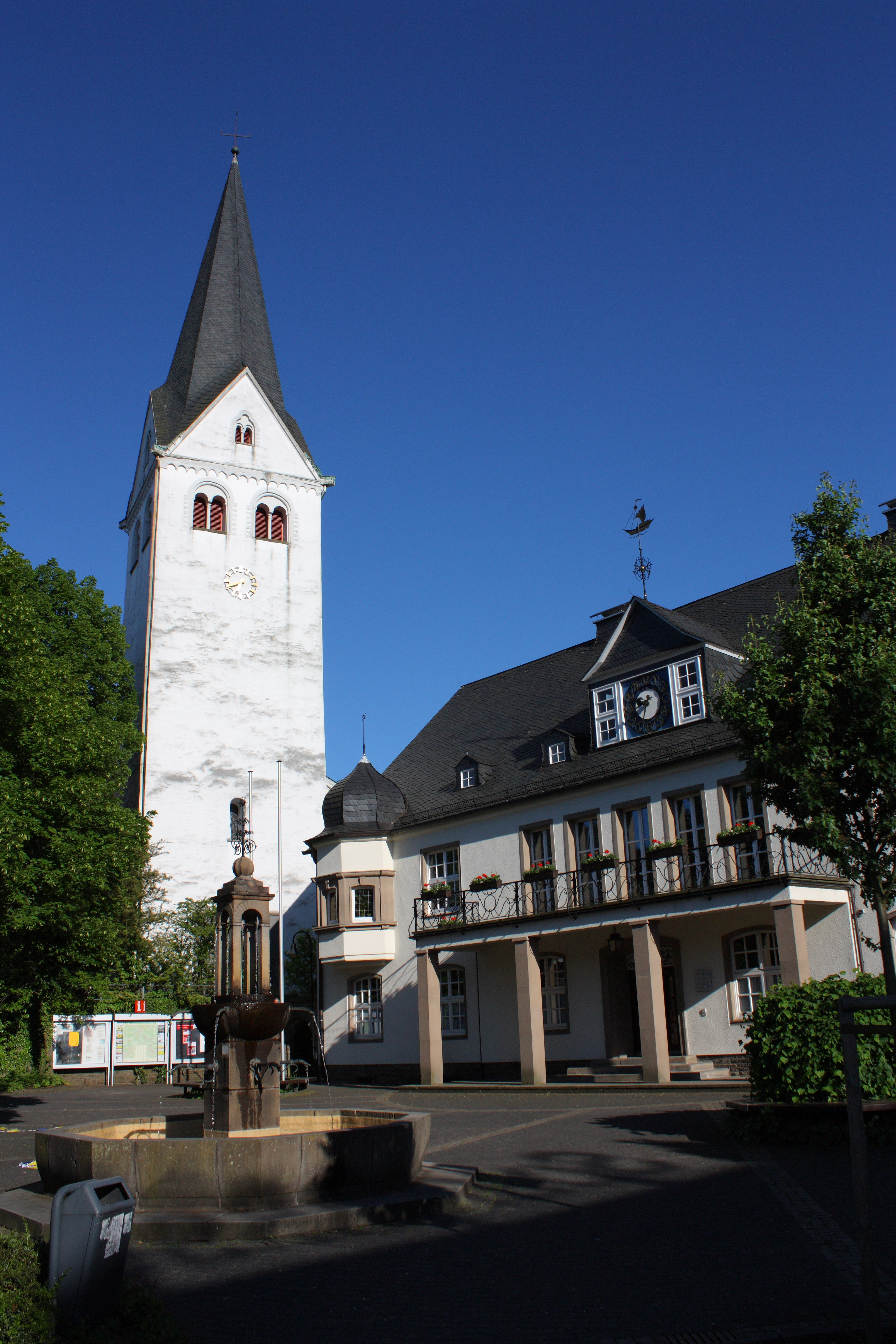
Ev. Kirche und Rathaus im Zentrum

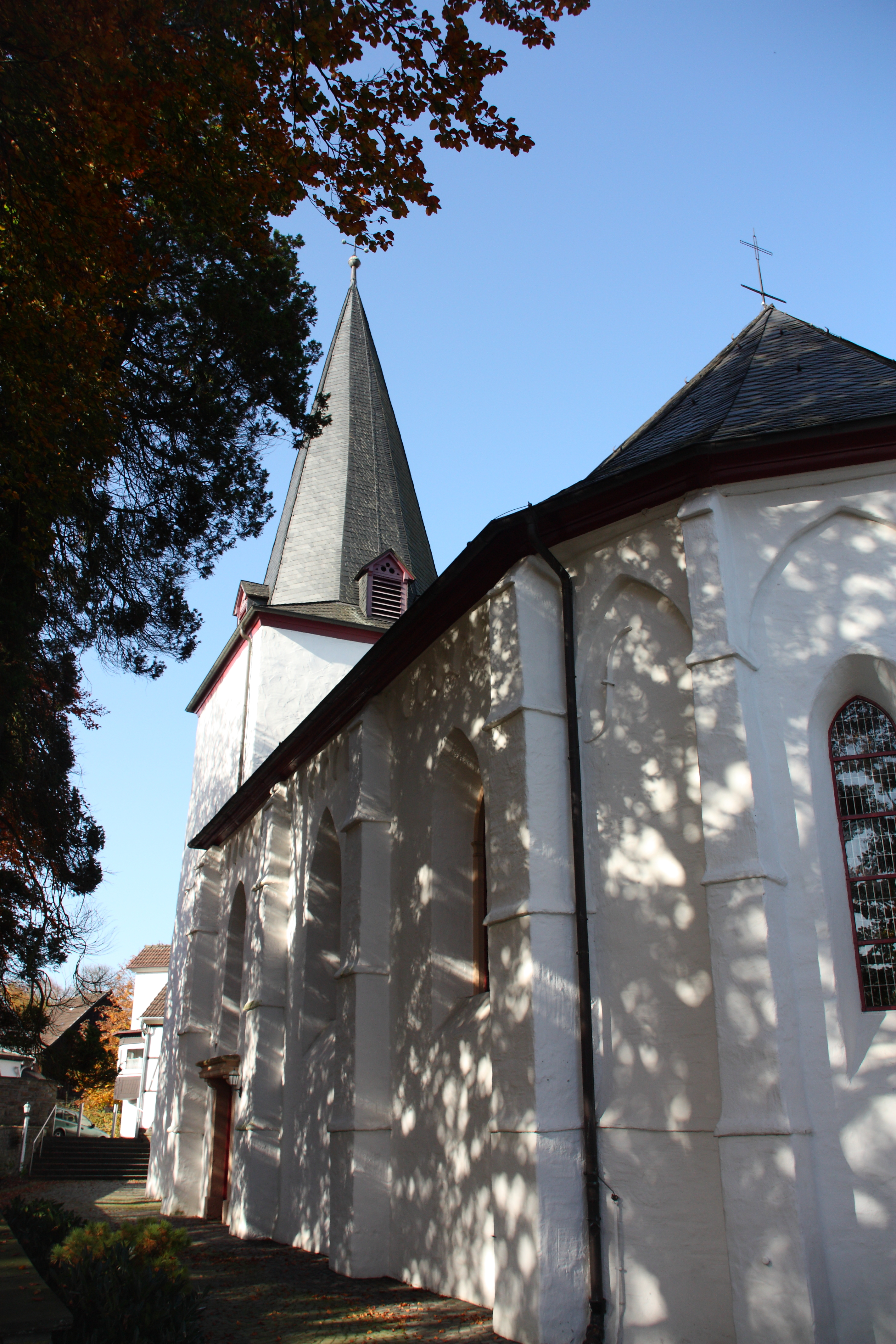
Ev. Kirche in Marienhagen

Im Stadtteil Marienhagen steht eine der so genannten Bunten Kerken, eine Kirche mit mittelalterlichen Deckenmalereien. Sehenswert ist auch die sich noch immer vergrößernde Familie der Kreisel, mit denen sich Wiehl umgibt und von denen jeder einen besonderen Aspekt der Wiehler Wirtschaftsgeschichte beleuchtet (siehe Galerie). Unter Denkmalschutz steht auch die Wiehltalbahn. Der Gebäudekomplex Weiher-Arkaden rundet seit 2006 die Geschäfts- und Wohnbebauung am Weiherplatz ab.

### Denkmäler
Ein Kriegerdenkmal mit einem Soldatenstandbild steht am Rande des Stadtparks unterhalb der Kirche. In die Mauer sind Gedenktafeln eingelassen, die die Namen der gefallenen Soldaten aufführen. Außerdem wurde ein Textauszug aus einer Rede des ehemaligen Bundespräsidenten Richard von Weizsäcker angebracht.
In Oberwiehl steht gegenüber der Oberwiehler Grundschule ein Denkmal für die gefallenen Deutschen Soldaten des Ersten Weltkrieges.

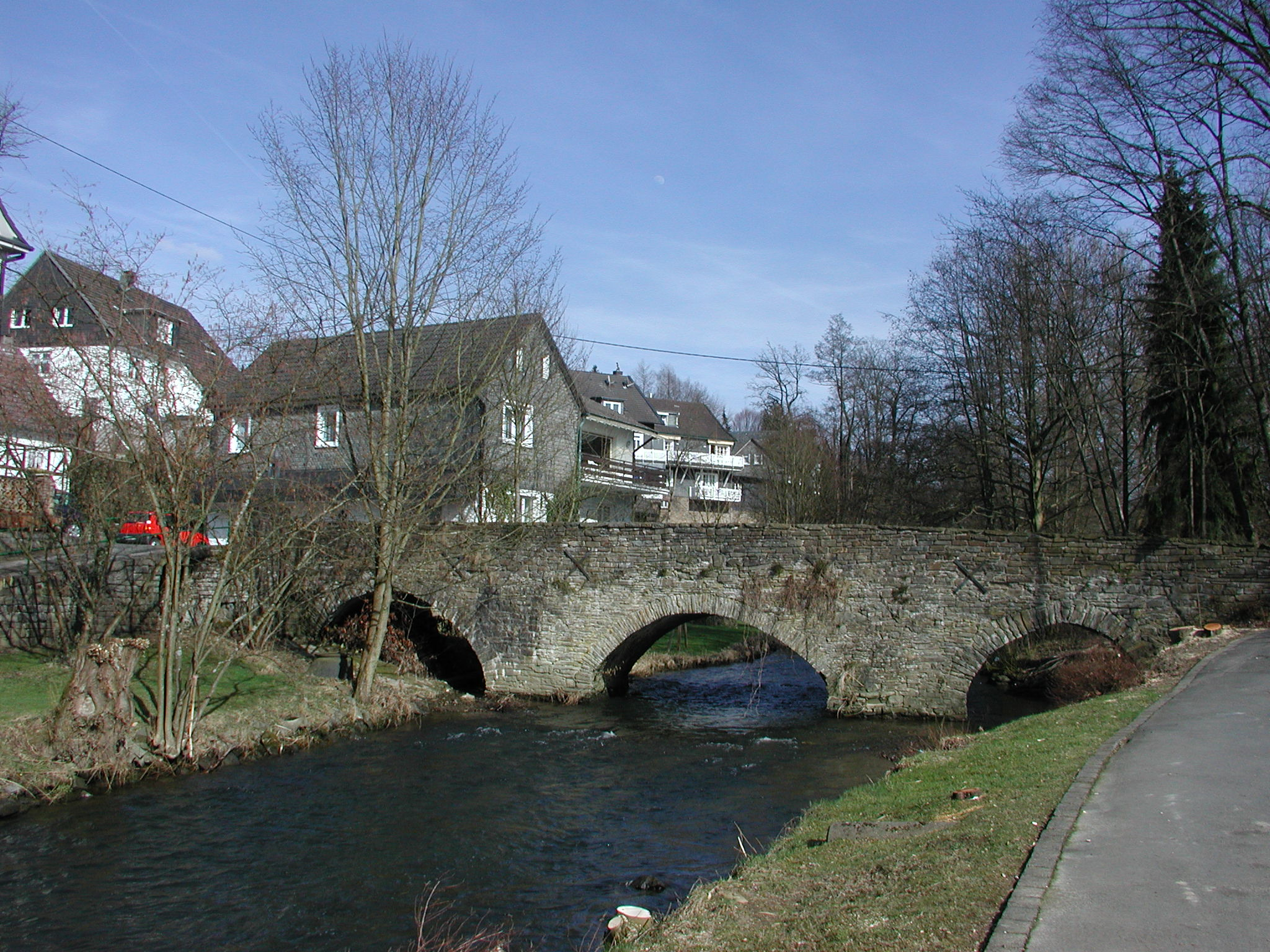
Mühlenbrücke

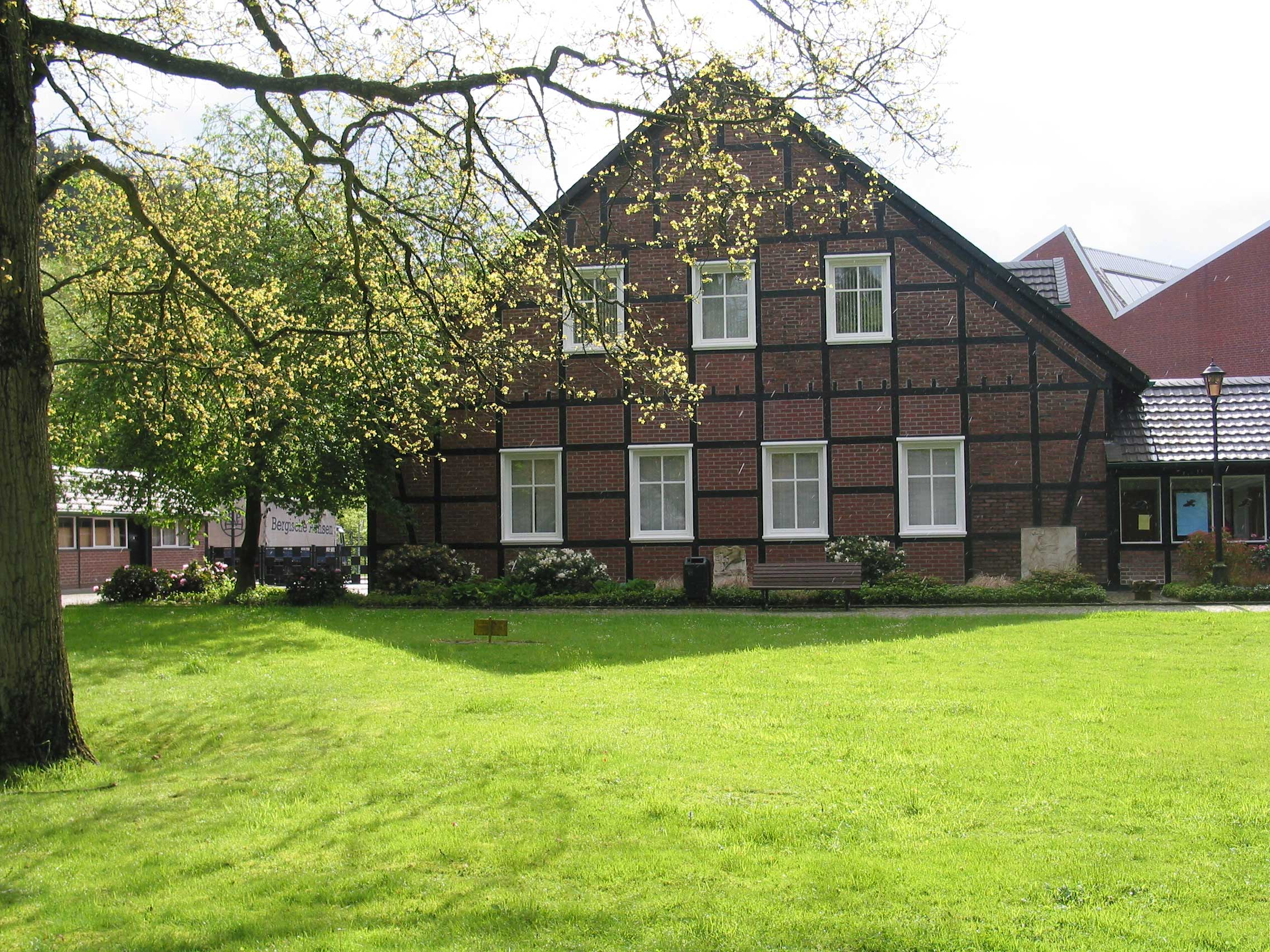
Achse Rad und Wagen

Ein weiteres Kriegerdenkmal steht oberhalb der evangelischen Kirche in Wiehl-Bielstein. Es wurde mit dem Bau der Umgehungsstraße von seinem ursprünglichen Ort in der Nähe der Fußgängerüberführung dorthin versetzt.
(Quelle: Bielstein in alten Bildern)

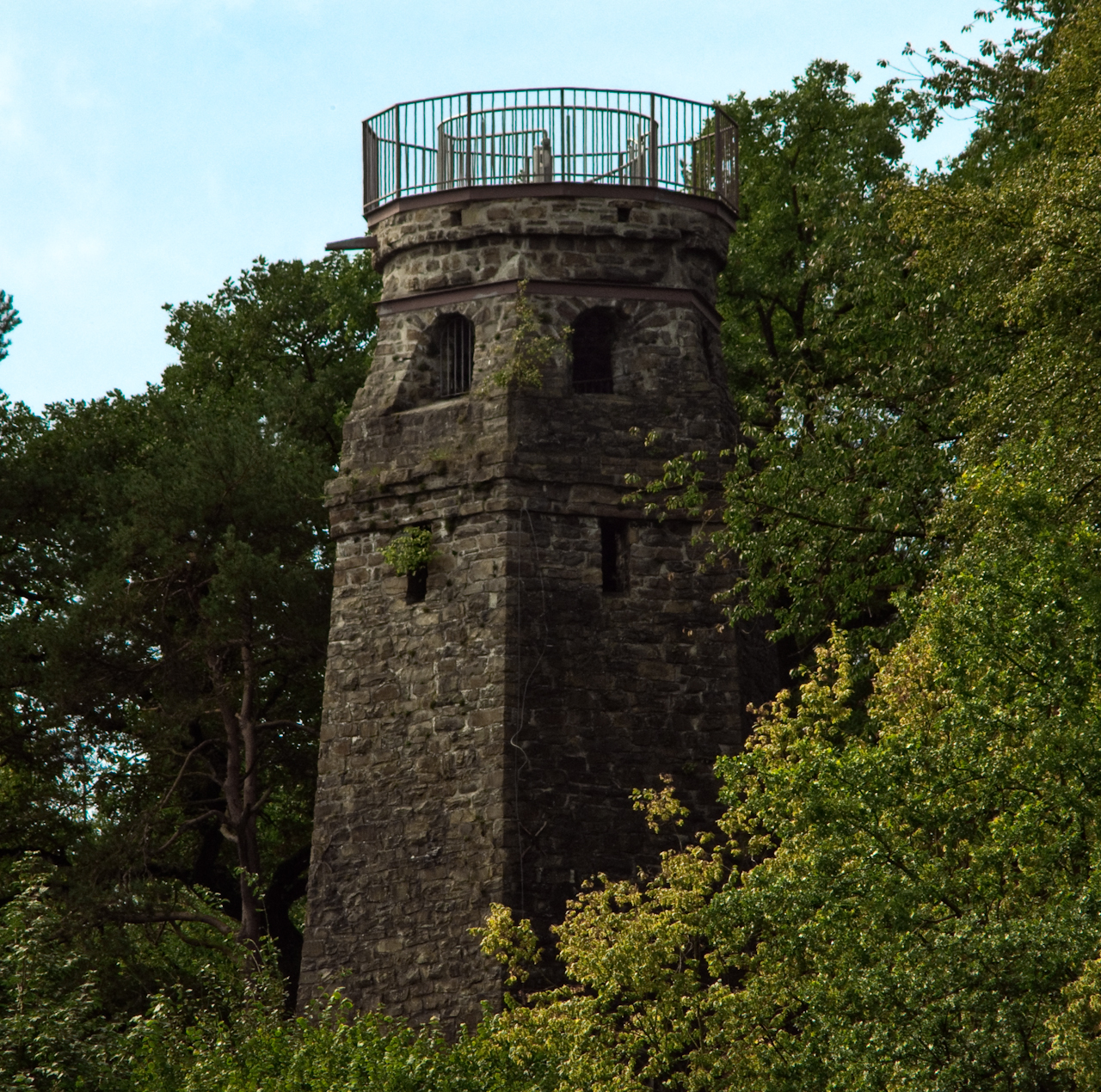
Der Wiehler Bismarckturm

Ebenfalls unter Denkmalschutz steht die gesamte Wiehltalbahn.

### Museen
Das Museum „Achse, Rad und Wagen“ in Wiehl-Ohlerhammer stellt auf einer über 1.000 m² großen Ausstellungsfläche die 5.500-jährige Geschichte des Fahrzeugbaus dar, es wurde nach umfangreichem Umbau am 27. Oktober 2013 neu eröffnet. Im idyllisch gelegenen Bauernmuseum im Monsau werden alte landwirtschaftliche Geräte und Maschinen ausgestellt. Ein weiteres Museum befindet sich im Ortsteil Drabenderhöhe. Das Museum Siebenbürger Heimatstube Drabenderhöhe im Kulturhaus stellt unter anderem Trachten und Hausrat aus und vermittelt Einblicke in die bis heute gepflegten Sitten und Bräuche der über 800 Jahre alten Tradition und Kultur im Siebenbürger Land.

### Sport
Eissporthalle Wiehl
Die Eissporthalle Wiehl in der Mühlenstraße in der Nähe des Bahnhofs nahe dem Zentrum ist eine von insgesamt 30 Kunsteisstadien in Nordrhein-Westfalen. Sie ist jeweils in den Wintermonaten geöffnet (ungefähr von September bis April). Die Eisfläche kann als öffentliche Eisfläche gegen ein Eintrittsgeld benutzt werden.
Die Eissporthalle wurde zusammen mit der neuen Freibadanlage 1976 als Großversuchsanlage zur Nutzung von Solarenergie fertiggestellt. Das RWE beteiligte sich ebenfalls an diesem Projekt, das unter anderem zum Ziel hatte, neue Formen zur Warmwasseraufbereitung zu testen.
In der Sporthalle werden neben dem Schlittschuhlaufen die Sportarten Eishockey und Curling ausgeübt. Der TuS Wiehl ist als Eishockeyverein in der Regionalliga NRW Gast und Nutzer der Halle, der Curlingsport wird vom Curling Club Wiehl (CC Wiehl) organisiert. Während der Sommermonate wird die Halle beispielsweise für Konzerte und Märkte genutzt.
Wiehltalstadion
Das Wiehltalstadion ist ein Sportstadion. Es konnte von Nationalmannschaften während der Fußball-Weltmeisterschaft 2006 genutzt werden. Diesbezüglich wurde am 4. August 2004 ein Vertrag zwischen der FIFA und der Stadt Wiehl abgeschlossen. Im Jahr 2005 wurde die Rasenfläche komplett saniert. Der Rasenplatz hat eine Größe von 105 × 86 Metern und fasst maximal 5.000 Zuschauer. Es steht ein Umkleidegebäude mit 3 Umkleideräumen und 2 Duscheinheiten zur Verfügung. Die Anlage ist komplett eingezäunt und wurde mit einem Sichtschutz in Form von dichtem Grünbewuchs versehen. Weiterhin hat die Anlage einen Kunstrasenplatz mit der Größe 43 mal 35 Metern. Er ist für Fußball, Basketball, Volleyball und Fußballtennis nutzbar, auch diese Anlage ist komplett eingezäunt.
Sportplatz Eichhardt
Der Sportplatz Eichhardt, zwischenzeitlich umbenannt in Walter-Lück-Sportanlage, ist ein zentral gelegener Kunstrasenplatz mit Kunstrasen-Outdoor-Kleinspielfeld in Wiehl. Er liegt direkt am Naturpark Wiehl unweit des Rathauses und der evangelischen Kirche. Er ist die Heimstätte des größten Wiehler Fußballvereines FV Wiehl 2000 e. V. mit zurzeit 22 Jugend- und 5 Seniorenmannschaften. Im Jahr 2010 wurde auf der Anlage die Siegward-Tesch-Tribüne für 500 Zuschauer mit Umkleide- und Duschräumen errichtet.
Weitere Sporteinrichtungen
- Sport- und Turnhallen am Gymnasium und der Grundschule
- Solar-Freibad mit Rutsche und wettkampftauglicher 50-m-Langbahn
- Sauna, Kneipp-Anlage
- Wiehlpark für Freizeit, Spiel und Sport
- Ballonstartplatz im Wiehlpark, siehe auch: Bergische Ballonfahrer

### Regelmäßige Veranstaltungen
- Wochenmarkt am Mittwoch.
- Heimatfest am Bismarckturm („Türmchenfest“; Anfang Juni).
- Weihnachtsmarkt am 2. Advent
- Die Internationalen Wiehler Jazztage, die in der Jazzszene große Beachtung genossen, fanden von 1989 bis 2014 regelmäßig und insgesamt 25 mal statt. Größen des Jazz wie Lillian Boutté, Al Di Meola, Götz Alsmann, Lyambiko, Melva Houston, Albie Donnellys Supercharge, Louisiana Red und viele andere traten in Wiehl auf. Die Veranstaltung findet nicht mehr statt, da sich zu wenige Sponsoren fanden und auch die Besucherzahlen zurückgingen.[9]
- Bei der Wiehler Dahlienschau, die 2016 nach über 60 Jahren zum letzten Mal stattfand,[10] konnten von August bis Oktober hunderte verschiedener Sorten Dahlien besichtigt werden.

## Wirtschaft und Infrastruktur
In Wiehl wurde seit dem späten Mittelalter Eisenbergbau und -verarbeitung betrieben. Bis ins vergangene Jahrhundert war die Gewinnung und Bearbeitung der Grauwacke ein wichtiger Wirtschafts- und Erwerbszweig.

### Gewerbegebiete und Dienstleistungszentren
GG = Gewerbegebiet, DL = Dienstleistungszentrum, AS = Anschlussstelle
- GG Bielstein: 34,1 ha, L 336, Ortsteil Helmerhausen, 2,5 km bis zur AS 24 der A 4
- GG Bomig-West: 48,8 ha, Am Verkehrskreuz; -Ost: 20,3 ha, Albert-Einstein-Straße und -Nord: 11,5 ha, Carl-Zeiss-Straße: zusammen 80,6 ha, zwischen 1 und 2 km bis zur AS 25 der A 4
- GG Drabenderhöhe: 7,6 ha, Industriegelände, 6 km bis zur AS 24 der A 4
- DL Dienstleistungszentrum Heckelsiefen (Oberwiehl): 2,5 ha, L 336, Oberwiehl, 8 km bis zur AS 25 der A 4
- GG Marienhagen: 20,1 ha, Vor den Birken, 5 km bis zur AS 25 der A 4. Im 2005 vergrößerten Gewerbegebiet Marienhagen siedeln weitere Firmen. Bedeutendster Ansiedler ist ein aus Bielstein verlagertes und modernisiertes Druckgußwerk.
- GG Mühlen: 6,8 ha, L 95, 6 km bis zur AS 24/25 der A 4
- GG Oberbantenberg: 3,1 ha, Ortsteil Am Faulenberg, 2,5 km bis zur AS 25 der A 4
- DL Dienstleistungszentrum Oberbantenberg: 2 ha, K 52, 2 km bis zur AS 25 der A 4
- GG Oberwiehler Gewerbepark: 4,2 ha, Derschlager Straße, 8 km bis zur AS 25 der A 4
- GG Sengberg (Oberwiehl): 3,3 ha, Derschlager Straße, 9 km bis zur AS 25 der A 4
- GG Weiershagen: 3,7 ha, B 56, Ortsausgang, 2,5 km bis zur AS 24 der A 4
- GG Wiehl-Ohlerhammer: 29,4 ha, nahe Wiehler Zentrum, 7,5 km bis zur AS 25 der A 4

### Ansässige Unternehmen
Größter Arbeitgeber in Wiehl ist die BPW Bergische Achsen Kommanditgesellschaft mit dort über 1900 Mitarbeitern. Des Weiteren befindet sich hier das Stammwerk von Merten sowie das Entwicklungszentrum des französischen Konzerns Schneider Electric, welcher Merten 2006 übernommen hat.

### Verkehr
Wiehl liegt an der Bundesautobahn 4 (Köln – Olpe).

#### Eisenbahnverkehr

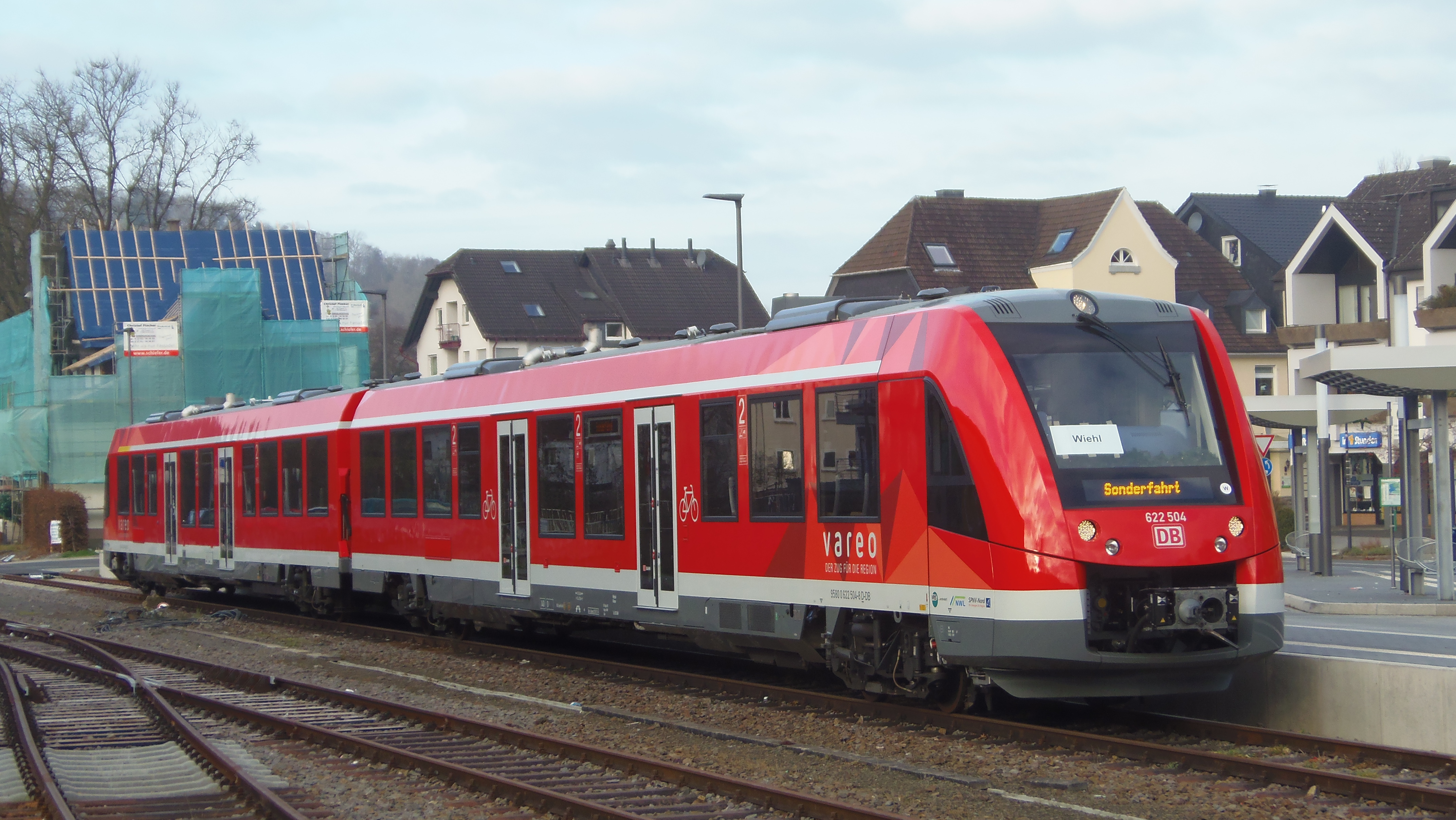
Triebwagen der Baureihe 622 im Bahnhof Wiehl, Dezember 2014

An das Eisenbahnnetz im Oberbergischen Land ist Wiehl durch die Wiehltalbahn angeschlossen. Sie wurde 1999 durch einen Förderkreis für den Tourismus- und Güterverkehr reaktiviert. Am ersten Sonntag der Monate April bis Oktober fahren hier Dampfzüge. Im Sommer 2005 wurde die öffentliche Schienen-Güterverkehrsstelle Wiehl wiedereröffnet, kurz danach der Güterverkehr wieder aufgenommen. Es wird bisher hauptsächlich Holz transportiert.
Die Gemeinden entlang der Trasse wollten aufgrund diverser Straßenbau-Pläne die Bahnstrecke abreißen, weswegen sie Ende 2006 die Strecke mit Hilfe eines zinslosen Darlehens des Landesbetriebs für Straßenbau aufkauften. Es entstand ein erbitterter Streit zwischen dem Förderkreis und der Regionalpolitik, der aufgrund seiner Wortwahl deutschlandweit beachtet wurde, so bezeichnete der damalige Landesverkehrsminister Oliver Wittke die Wiehltalbahn als „Treppenwitz“.

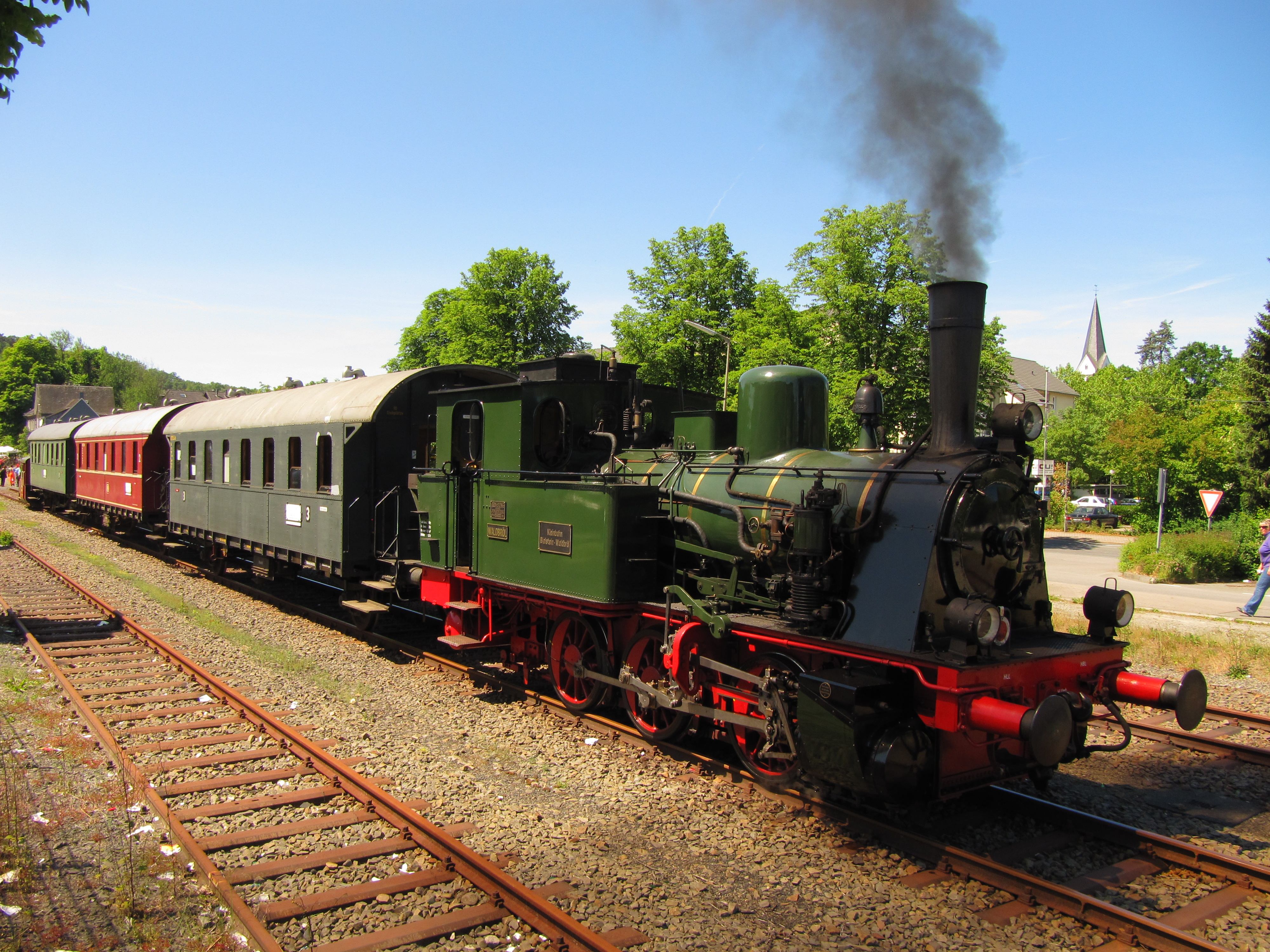
Die Dampflok Waldbröl am Bahnhof in Wiehl

Im Januar 2007 entschied das Verwaltungsgericht Köln zugunsten der Betreiber, der Schienenverkehr war daher zunächst gesichert. Ungeachtet dessen beantragte die Stadt Wiehl im Mai 2007 die Freistellung von Bahnbetriebszwecken, die die Bezirksregierung Köln im Februar 2008 erteilte. Im Juli 2008 verpflichtete das Oberverwaltungsgericht Münster das Land NRW, eine langfristige Betriebsgenehmigung für die Wiehltalbahn auszustellen, die im August 2008 erteilt wurde und bis 2056 gültig ist. Im November 2008 entschied das Verwaltungsgericht Köln, dass die zwischenzeitlich erfolgte Entwidmung von Teilen der Wiehltalbahn rechtswidrig war, und hob die Bescheide zur Freistellung der Bahngrundstücke von Betriebszwecken auf.

#### Busverkehr
Folgende Busverbindungen der Oberbergischen Verkehrsgesellschaft (OVAG) im Verkehrsverbund Rhein-Sieg (VRS) existieren:
| Linie | Laufweg                                        | Mo–Fr (Takt)                                  | Sa (Takt)    | So. (Takt)   |
| ----- | ---------------------------------------------- | --------------------------------------------- | ------------ | ------------ |
| 302   | Waldbröl – Nümbrecht – Wiehl – Gummersbach     | 60 Min. Richtung Waldbröl 30 Min. Richtung GM | 60 Min.      | 120 Min.     |
| 304   | Morsbach – Denklingen – Wiehl – Gummersbach    | 60 Min. Richtung Morsbach 30 Min. Richtung GM | 120 Min.     | 120 Min.     |
| 306   | Wiehl – Hunsheim – Dieringhausen – Gummersbach | 10 Fahrten                                    | kein Verkehr | kein Verkehr |
| 321   | Wiehl – Volkenrath – Eckenhagen                | 3 Fahrten (nur an Schultagen)                 | kein Verkehr | kein Verkehr |
| 324   | Wiehl – Marienberghausen – Nümbrecht           | 3 Fahrten (nur an Schultagen)                 | kein Verkehr | kein Verkehr |
| 325   | Wiehl – Bomig – Dieringhausen                  | 6 Fahrten                                     | kein Verkehr | kein Verkehr |

#### Wander- und Radwege
Siehe auch: Wanderwege im Oberbergischen Land
Wie im gesamten Bergischen Land stammen fast alle Wanderwege von dem Sauerländischen Gebirgsverein e. V. (SGV).
- Der Radweg R20 durchläuft Wiehl in Ost-West-Richtung.
- Der Radweg R33 durchläuft Wiehl in Nord-Süd-Richtung.

### Bildung

#### Schulen und Bildungseinrichtungen
- Gemeinschaftsgrundschule Wiehl
- Gemeinschaftsgrundschule Bielstein
- Gemeinschaftsgrundschule Drabenderhöhe
- Gemeinschaftsgrundschule Marienhagen
- Gemeinschaftsgrundschule Oberwiehl
- Freie Christliche Grundschule Wiehl
- Dietrich-Bonhoeffer-Gymnasium
- Ganztagshauptschule Bielstein „Berufsvorbereitende Schule für Technik“, ehemalige Gemeinschaftshauptschule Bielstein
- Realschule Bielstein
- Helen-Keller-Schule
- Hugo-Kükelhaus-Schule
- Schule für Sprachbehinderte
- Wiehltalhalle – Aula des Gymnasiums für Veranstaltungen aller Art
- Musikschule der Homburgischen Gemeinden e. V.
- Kreisvolkshochschule Abteilung Wiehl
- Stadtbücherei
- Kulturkreis Wiehl e. V.

#### Weitere soziale Einrichtungen
- 1 kommunaler und 2 kirchliche Kindergärten
- Waldorfkindergarten
- Städtischer Jugendtreff im Bions Lager
- Evangelisches Haus der Jugend
- Jugendcafé „Checkpoint“
- Jugendhotel (Jugendherberge)
- OASe  Offene Arbeit für Senioren
- Alten- und Pflegeheim „Bethel“
- Diakonie- und Johanniter-Sozialstation
- Johanniter-Unfall-Hilfe

## Kirchengemeinden
- Ev. Kirchengemeinde Wiehl
- Kath. Kirchengemeinde Wiehl
- Ev.-Freikirchliche Gemeinde Wiehl
- Kirche für Oberberg – Wiehl

## Persönlichkeiten

### Söhne und Töchter der Stadt
- August Kind (1824–1904), Architekt, Baubeamter, Chef der Bauverwaltung der Reichspost 1875–1889
- Wilhelm Idel (1849–1927), Heimatforscher und -dichter: Die Glocken von Wiehl
- Johannes Jüngst (1871–1931), Evangelischer Geistlicher und Autor, geboren in Drabenderhöhe
- Emil Forst (1877–1971), in Hückhausen geborener Landwirt und Politiker
- Wilhelm Nölle (1904–1991), SS-Obersturmbannführer und Oberregierungsrat, geboren in Brächen
- Walter Julius Küpper (1905–1966), Maler, Grafiker und Radierer
- Hans Helmut Wolff (1910–1969), Jurist, Beamter und SS-Obersturmbannführer
- Bernhard Schauer (1929–1995), Schachkomponist
- Max Deubel (* 1935), Motorradsportler
- Wilfried Bergerhoff (1936–2009), Politiker (SPD), 1995–2000 Mitglied des Landtags Nordrhein-Westfalen
- Emil Hörner (1937–2003), Motorradsportler
- Jürgen Klein (1949–2006), Fußballspieler
- Ulf Eversberg (* 1957), Politiker (Bündnis 90/Die Grünen), 2011–2015 Mitglied der Bremischen Bürgerschaft
- Luisa Imorde (* 1989), Pianistin
- Jan-Frederick Göhsl (* 1993), Fußballspieler
- Lukas Sieper (* 1997), Politiker (PdF)

### Zeitweise hier gelebt
- Roland Adelmann (* 1970), Arzt und Politiker (SPD), 2012–2015 Mitglied des Landtags Nordrhein-Westfalen
- Friedrich Ritter Bömches von Boor (1916–2010), Maler, hatte seit 1978 hier seinen Wohnsitz
- Curt Cappel (1944–2014), Tier- und Dokumentarfilmer
- Eugen Daub (* 1939), Maler, wirkte von 1970 bis 1992 hier
- Hans Erler (* 1942), Schriftsteller und Herausgeber
- Ursula Erler (1946–2019), Schriftstellerin
- Karl-Heinz Feldkamp (* 1934), Fußballtrainer
- Margot Göttlinger (1920–2001), Schauspielerin und Regisseurin
- Ruth Hallensleben (1898–1977), Industriefotografin, lebte von 1943 bis 1961 in Wiehl
- Jannes Hoffmann (* 1996), Fußballspieler
- Karl Hoffmann (1885–1941), Mediziner
- Stefan Kretzschmar (* 1973), ehemaliger Handballnationalspieler, lebte von 1993 bis 1996 in Kleinfischbach
- Joachim Kügler (Jurist) (1926–2012), Ankläger im ersten Frankfurter Auschwitzprozess
- Markus Lenzing (* 1967), Musiker und Posaunist
- Marek Leśniak (* 1964), Fußballspieler und -trainer
- Herbert Nicke (1952–2016), Heimatforscher und Autor
- Johannes Osberghaus (1932–2017), Evangelist und Autor
- Markus Pieper (* 1969), Ballonfahrer
- Josephine Pilars de Pilar (* 1967), Opernsängerin
- Herbert Plate (1918–2002), Schriftsteller
- Johannes Popitz (1884–1945), Politiker und Aktivist im Widerstand gegen den Nationalsozialismus, leitete 1909 für kurze Zeit die Verwaltung in Wiehl
- Melanie Raabe (* 1981), Schriftstellerin
- Christian W. Schenk (* 1951), Dichter, lebte von 1976 bis 1977 in Wiehl
- Jan Sosniok (* 1968), Schauspieler
- Brigitte Troeger (1941–2017), Schriftstellerin und Lehrerin
- Eberhard Troeger (* 1938), evangelischer Pfarrer, Islamwissenschaftler und Autor
- Renate Wald (1922–2004), Soziologin

## Sonstiges

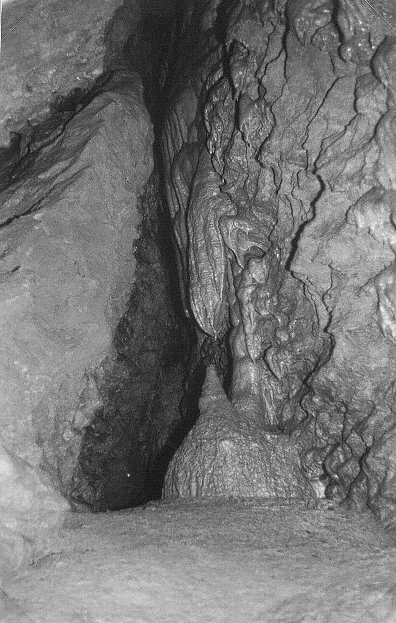
Wiehler Tropfsteinhöhle

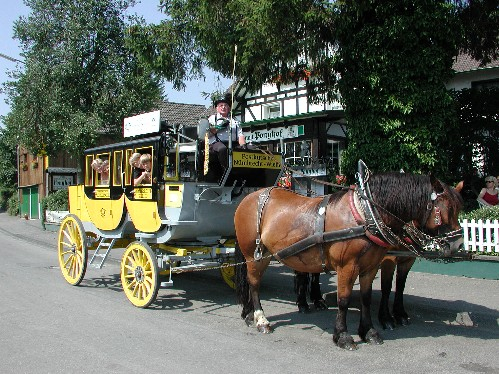
Oberbergische Postkutsche beim Halt am Ponyhof

- 30 Meter unter der Erde werden vom Wiehler Standesamt in der Wiehler Tropfsteinhöhle regelmäßig Trauungen durchgeführt.
- In einem Wildgehege nahe der Tropfsteinhöhle können Rot-, Sika-, Dam-, Muffel- und Schwarzwild beobachtet werden.
- In der historischen Oberbergischen Postkutsche, einem Nachbau der Postkutsche der kaiserlichen Post um 1871, können von Mai bis Ende Oktober jeweils freitags, samstags und sonntags Fahrten zwischen Wiehl und Nümbrecht unternommen werden.
- Wald- und Naturlehrpfad: Ein 1,8 Kilometer langer Rundweg, der neben dem Eingang der Tropfsteinhöhle beginnt.
- Im Siefen unterhalb der Tropfsteinhöhle befindet sich das montan-archäologische Bodendenkmal Goldener Trog, ein alter Bergwerksstollen, der dem Abbau von Eisenerz diente und sich in verzweigten Grubenfeldern bis unter die Ortschaften Hübender, Pfaffenberg und Abbenroth (Gemeinde Nümbrecht) erstreckte. Mindestens seit Beginn des 19. Jahrhunderts wurde geschürft, schließlich wurde die Förderung 1912 eingestellt, weil zu geringe Erze anstanden. Später diente der Stollen über Jahrzehnte der Wiehler Wasserversorgung. Am restaurierten gemauerten Stolleneingang wurde der zeitweise verschollene Stein mit der eingemeißelten Inschrift: Goldener Trog 1813 wieder aufgestellt.
- Etwa 6 km östlich von Wiehl liegt die Wiehltalsperre.
- Während der Endrunde der Handball-Weltmeisterschaft 2007 wohnte das deutsche Team im Hotel zur Post. Am Tag des Finales wurden die künftigen Weltmeister von tausenden Fans verabschiedet.

### Bücher
- Wilfried Bergerhoff, Ulrich Runkel (Hrsg.): Mein Wiehl. Geschichte und Geschichten einer Stadt. Bürgerinnen und Bürger schreiben zum 875. Geburtstag. Gronenberg, Wiehl 2006, ISBN 3-88265-258-6.
- Gottfried Corbach: Beiträge zur Bergischen Geschichte. Scriba-Verlag, Köln 2001, ISBN 3-921232-48-1 (Nachdruck der Ausgabe 1976).
- Heimatverein Wiehl (Hrsg.): 850 Jahre Wiehl 1131–1981. Festschrift zur 850-Jahrfeier der Stadt Wiehl. Heimatverein Wiehl, Wiehl 1982.
- Otto Kaufmann: Das Homburger Land im Dreißigjährigen Krieg (= Ausgabe alter Heimatschilderungen. 24). Raiffeisenbank Nümbrecht, Nümbrecht 1983.
- Siegfried Lauff: Wiehl im Wandel der Zeiten. 3 Bände. MD & V Meinerzhagener Druck- und Verlags-Haus, Meinerzhagen 1977–1990, ISBN 3-88913-150-6.
- Ulrich Melk: Chronik von Wiehl. (Altgemeinden Wiehl und Bielstein bzw. Drabenderhöhe). 1131–1920. Heimatverein Wiehl, Wiehl 2001, ISBN 3-00-008600-5.
- Klaus Pampus: Urkundliche Erstnennungen oberbergischer Orte (= Beiträge zur Oberbergischen Geschichte. Sonderbd. 1). Oberbergische Abteilung 1924 e. V. des Bergischen Geschichtsvereins, Gummersbach 1998, ISBN 3-88265-206-3.
- Dietrich Rentsch: Oberbergischer Kreis. Band 2: Marienheide – Wiehl (= Denkmäler des Rheinlandes. Bd. 11, ISSN 0070-3427). Schwann, Düsseldorf 1967.
- Hans Joachim Söhn, Lothar Wirths (Bearb.): Futterhaferzettel. Einwohner und Feuerstätten in der Herrschaft Homburg im Jahre 1580 (= Materialien und Quellen zur oberbergischen Regionalgeschichte. Heft 3). Galunder, Gummersbach 2003, ISBN 3-89909-012-8.
- Torsten Sülzer: Vom Dorfbrunnen zum Wasserwerk. Die Geschichte der Wasserwirtschaft an Agger – Wiehl – Bröl. Gronenberg, Wiehl u. a. 1998, ISBN 3-88265-207-1.

### Broschüren
- Joachim Kleinmanns: Wiehl-Marienhagen. Rheinischer Verein für Denkmalpflege und Landschaftsschutz e. V. Neuss 1987, ISBN 3-88094-571-3.
- Karl Simon: Der Oberbergische Kreis. Ein heimatkundliches Lese- und Arbeitsbuch für die Schule. Unter Mitarbeit von Josef Breuer und Fritz Mylenbusch. Stadt Gummersbach, Gummersbach 1968.

### Postkarten
- Wiehl mit seiner Umgebung. Herstellung und Verlag Schöning & Co.

## Die Wiehler Kreisel

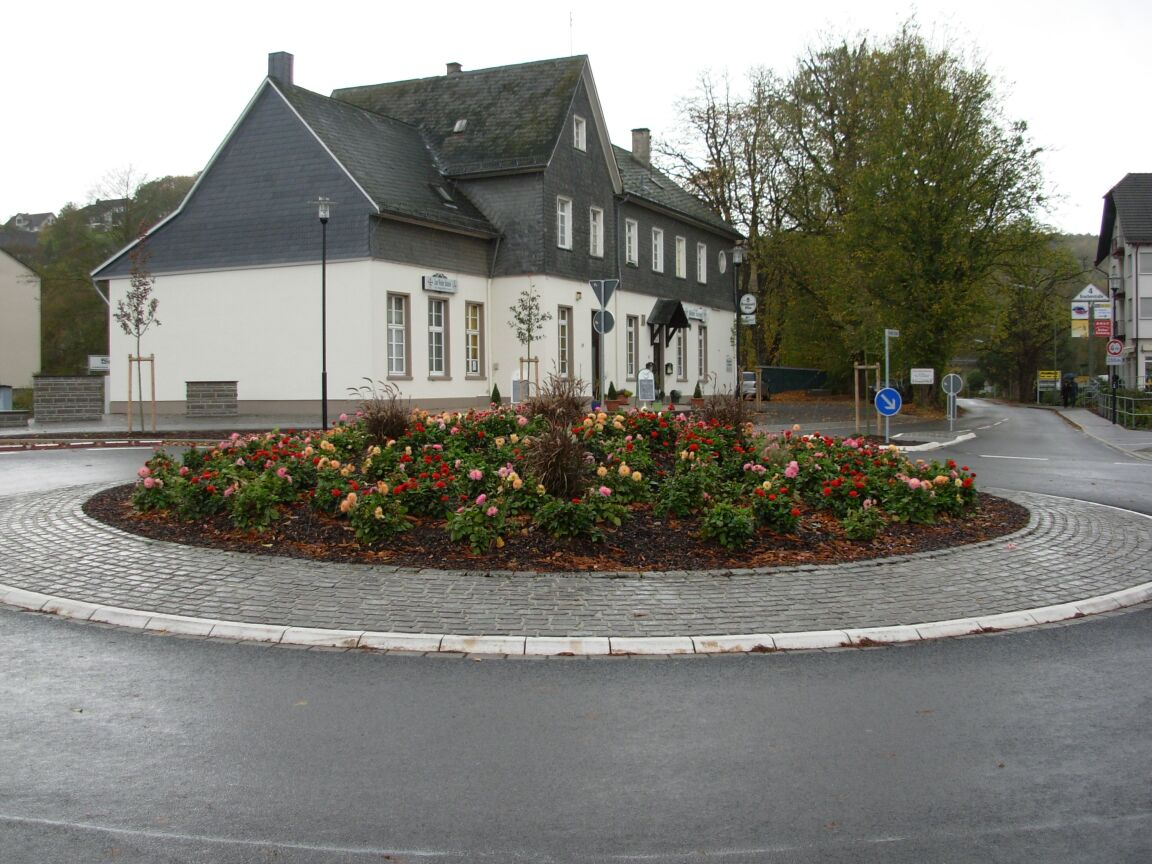
Dahlien-Kreisel Bahnhof Wiehl Bahnhofstraße / Brucher Straße / Homburger Straße
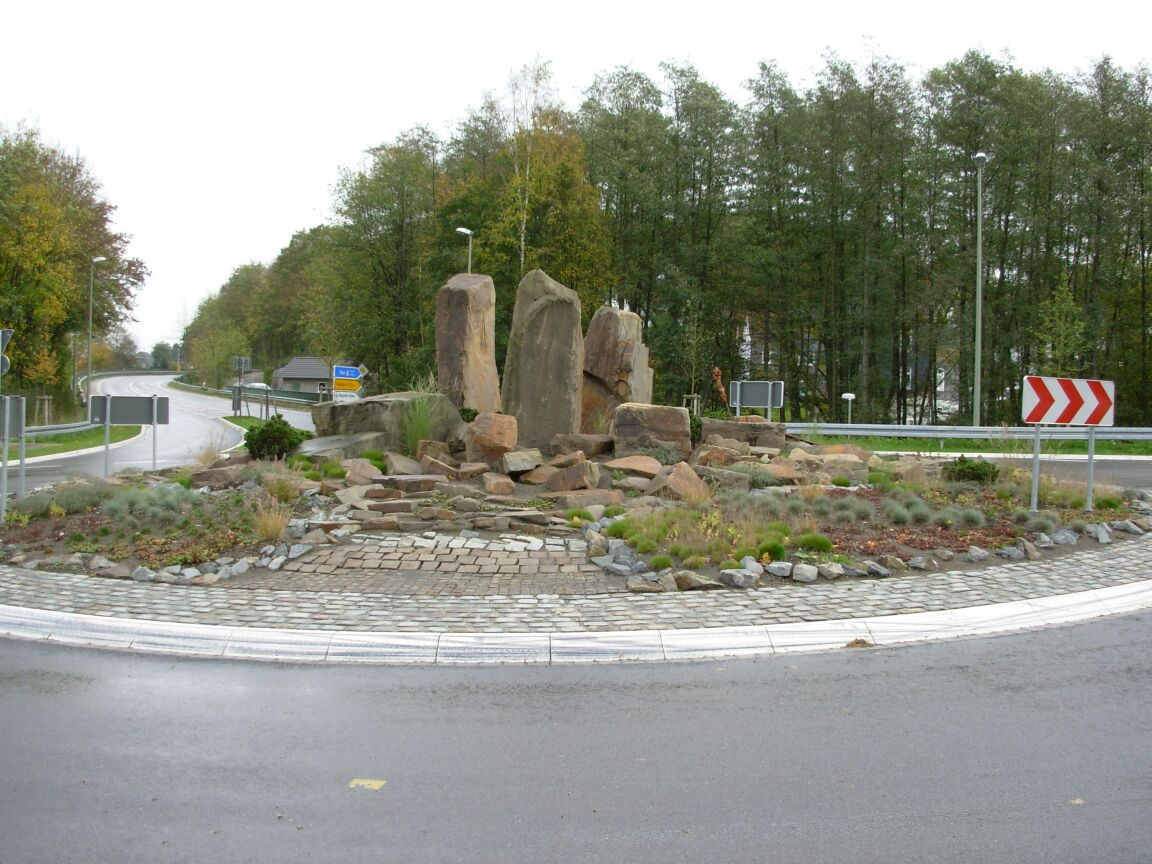
Grauwacke-Kreisel L 336 / L 350
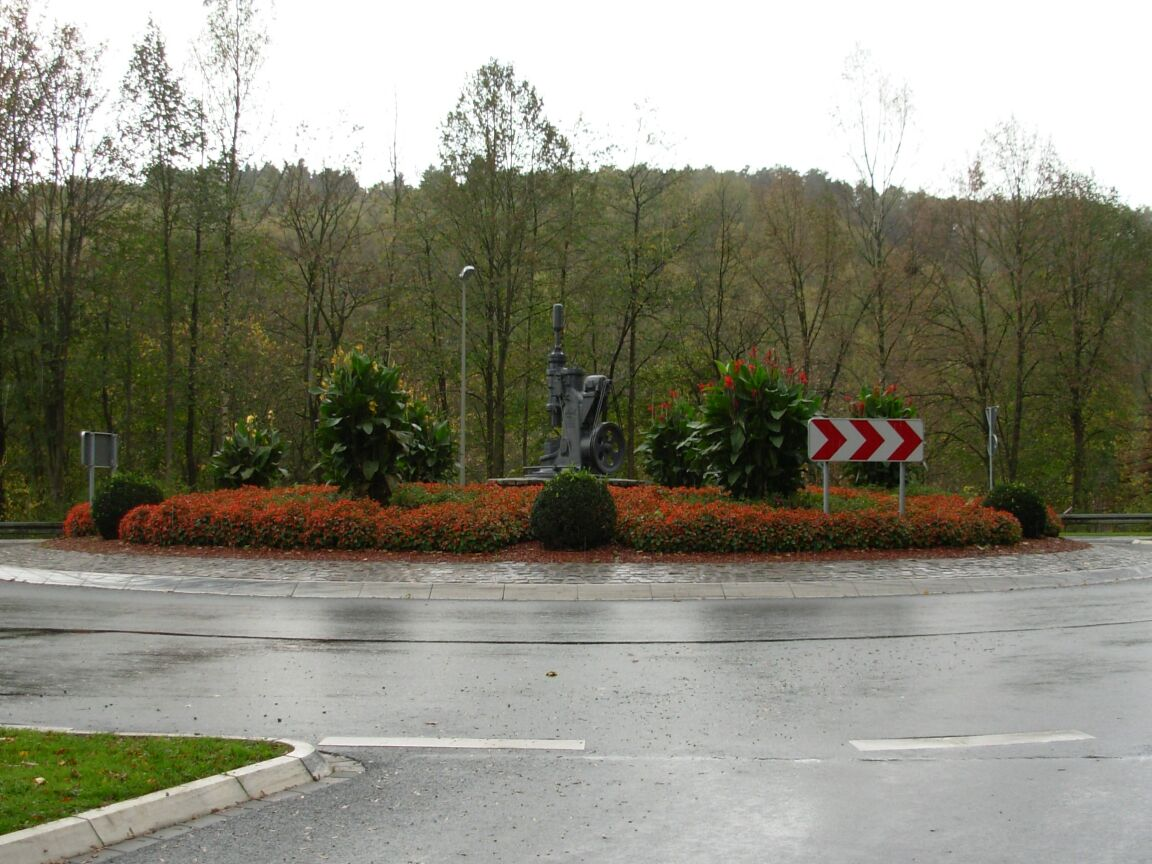
Schmiedehammer -Kreisel K 48 / L 336
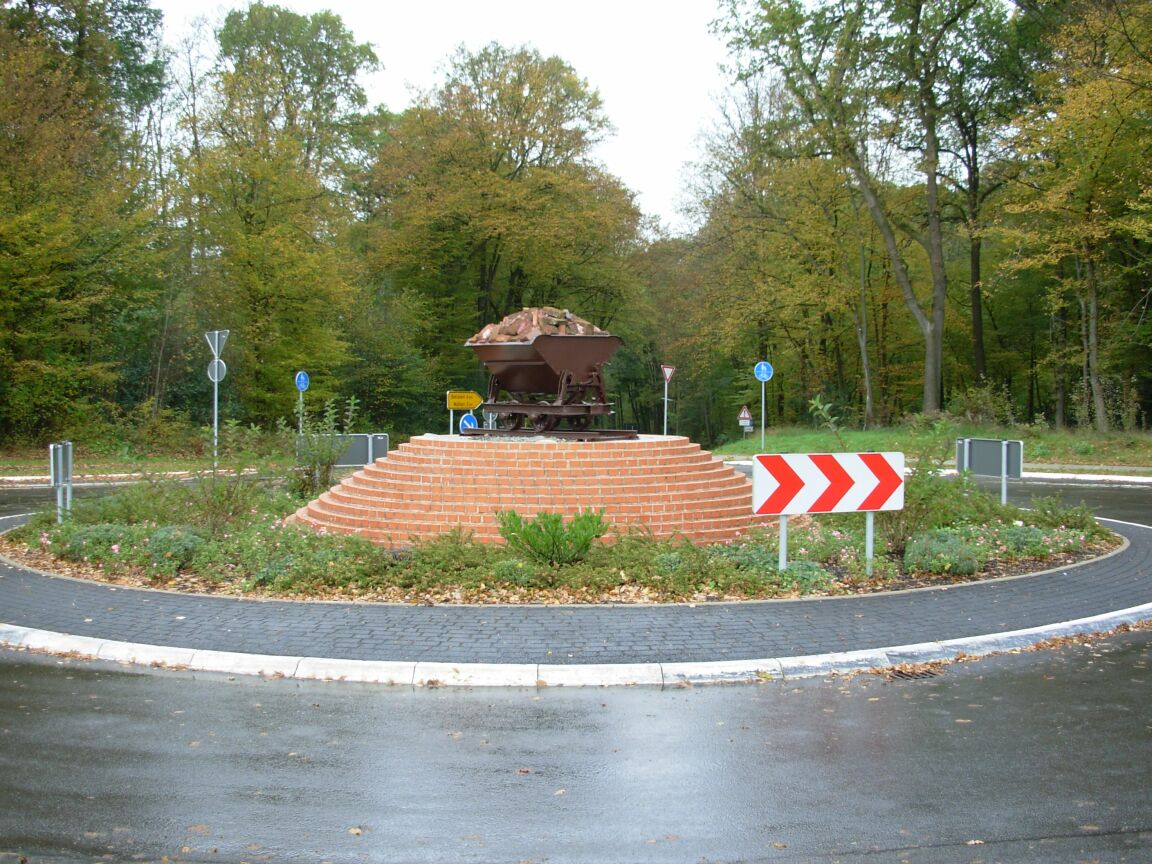
Tonschieferloren -Kreisel L 350 / L 95
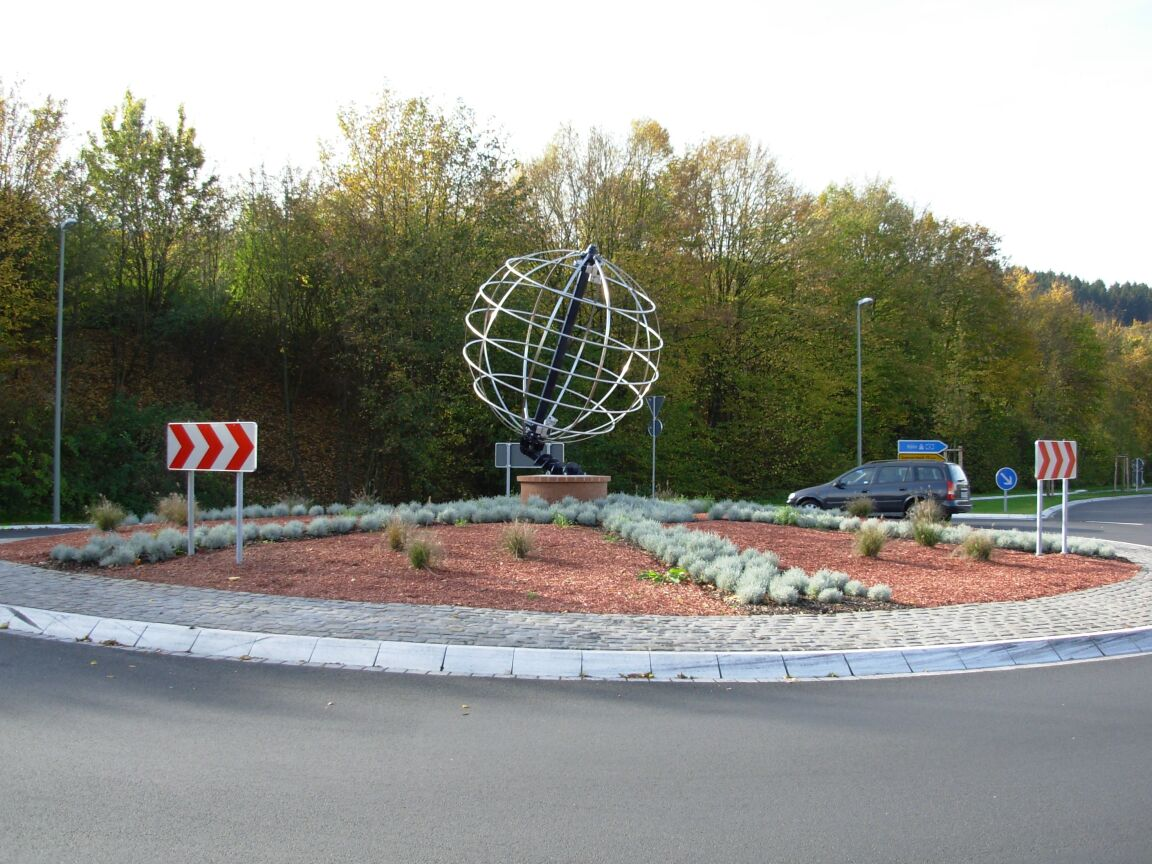
Weltachsen-Kreisel L 336 / Ohlerhammer
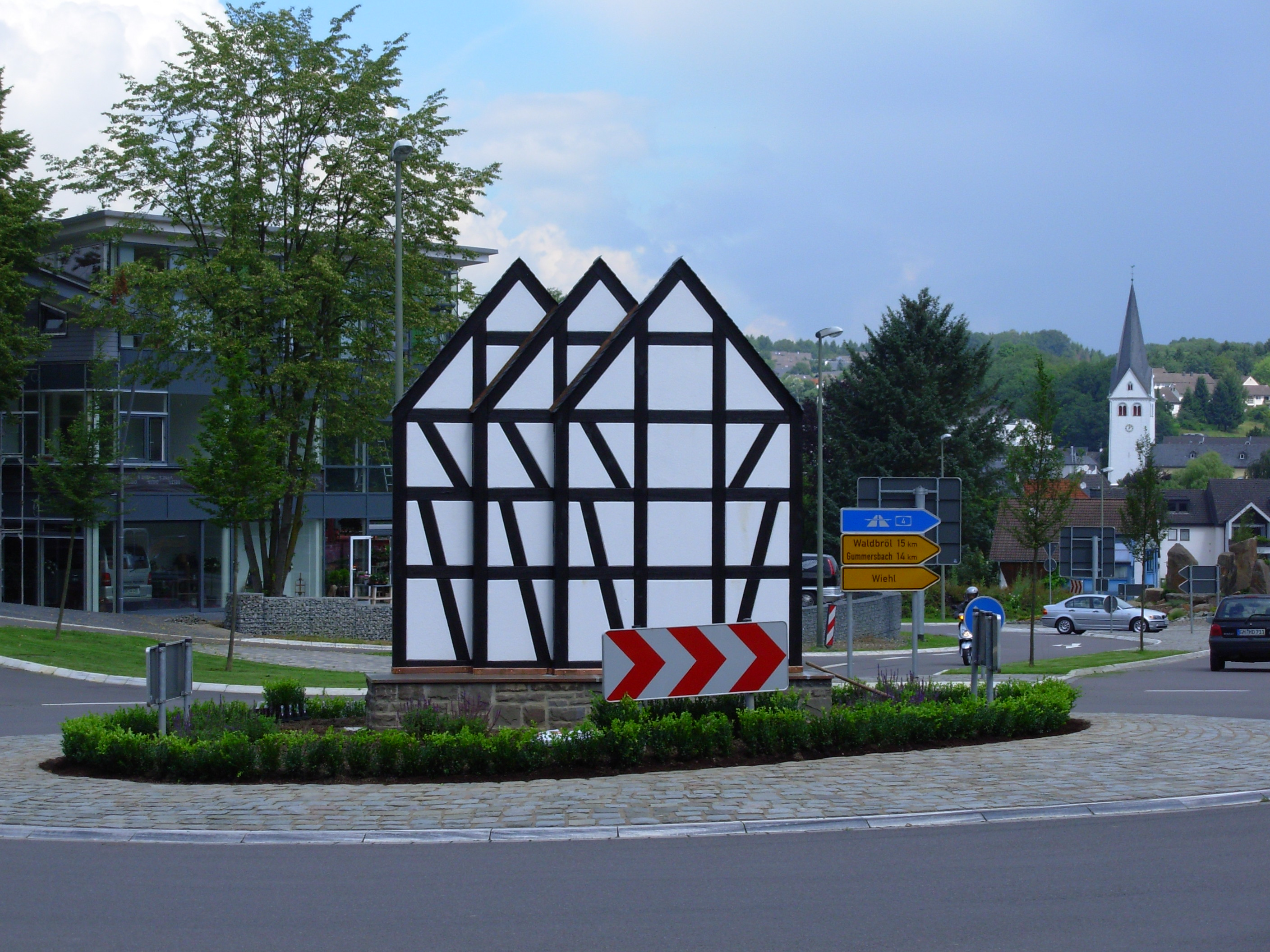
Fachwerk-Kreisel L 350 / L 320